# 熊希齡
熊希齡（1870年7月23日—1937年12月25日），字秉三，号明志閣主人、双清居士。法号妙通，男，湖南省鳳凰直隸廳（今凤凰县）镇竿镇（今沱江镇）人，清末民初政治人物、学者、教育家、实业家、慈善家。

## 生平

### 变法運動的挫折

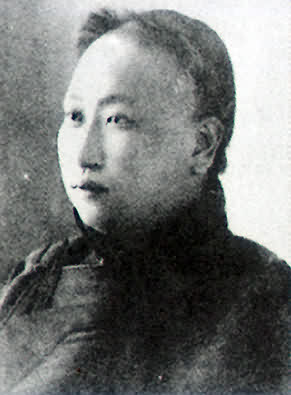
熊希龄

熊希齡出身富家，父亲熊兆祥曾任衡州澄湘水師营管带。熊希齢14歳中秀才。1891年（光緒十七年）秋中举人。翌年4月，他参加会試，成为貢士。清光緒二十年（1894年）他中进士；同年五月，改翰林院庶吉士。
同年的甲午战争後，熊希齡對国政改革的願望很強烈，擔任張之洞手下的兩湖營務處總辦。熊希齡著《軍制篇》，主張軍制改革。此後，陳宝箴就任湖南巡撫，新政開始，熊希齡提議的實業和教育振興開始實行。此後他曾贊助西式教育之长沙明德中學，参与创设南学会，创《湘报》。
1897年（光緒二十三年），湖南時務学堂創立，熊希齡任總理。熊希齡招聘變法派的梁启超、譚嗣同、唐才常等任教員。省内變法派和反變法派的矛盾激化，在反變法派的壓力下，熊希齡失勢。1898年變法派主導的戊戌變法失敗，熊希齡遭革职，永不錄用，并交地方官严加管束。他一度悲觀失望，4年間蟄居不出。

### 清末振興實業

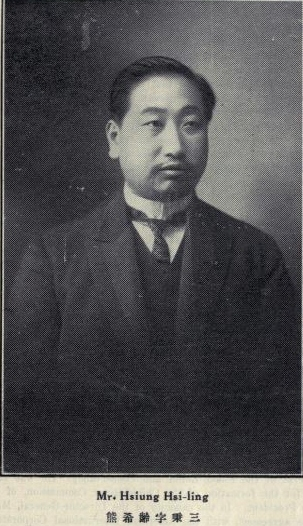
熊希龄

1902年（光緒28年）他接受常德知府朱其懿的聘任，擔任常徳西路師範学堂副辦，重新開始公開活動。 翌年秋，湖南巡撫趙爾巽任其為常徳西路師範学堂監督。 後來通過趙爾巽上奏，清廷免除了戊戌變法後對熊希齡的處罰。
趙爾巽的新政遭到反對派抵抗而遇到挫折，熊希齡遂轉入實業界。1904年（光緒30年），他到日本考察實業。歸国後，新任湖南巡撫端方贊同熊希齡創設實業教育学校的建立，各種学校由此成立。1905年清廷派五大臣出洋考察政治，经赵尔巽推荐，熊出任参赞，随团考察，并在杨度的帮助下，执笔写出了赞同宪政的考察报告。
1906年（光緒32年），熊希齡開始收集外国憲法相關資料，同年他完成了《欧美政治要議》。此後，清朝開始預備立憲，熊奉呈8項意見。同年9月，盛京将軍趙爾巽任命熊希齡為奉天農工商局總辦。
趙爾巽離開奉天後，熊希齢任江蘇工商局總辦等職。1909年（宣統元年）他任東三省理財政監理官。在東三省他因擔任財務、實業方面職務並取得突出成果而名聲鵲起。

### 就任国務總理

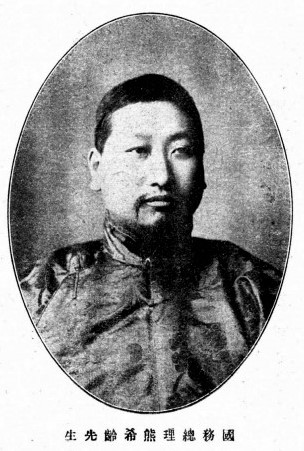
就任总理时的熊希龄

宣統三年（1911年）辛亥革命起，熊希齡联名張謇發出的支持革命派、共和制的電文。12月熊由奉赴沪，拥护共和并加入章炳麟中华民国联合会。民國元年（1912年）中華民國成立後，他成為統一黨、共和黨（後統一黨、共和黨和民主黨合併為進步黨）黨員，同年4月出任第一次唐紹儀内閣财政总长。後來他因與外國銀行團交涉借款事遭到抨擊，遂辭職。1913年（民国2年）他任熱河都統，次年卸任時，發現清朝熱河行宮寶物失竊不少，且遭替換，俗稱熱河行宮失寶案 。
1913年7月28日，他通电痛斥日本密谋利用“二次革命”分裂中国，支持袁世凱。民國二年（1913年）7月31日至民國三年（1914年）2月12日期間，他擔任袁世凱政府轄下的中華民國總理兼财政总长。该届内阁历史上被称为“人才内阁”、“第一流内阁”。任期内副署了取缔国民党，解散国会等命令。
民国三年（1914年）初，新闻界重提热河行宫失宝案，2月7日熊希齡以涉嫌被迫提出辞职，12日正式卸任。后被任命为全国煤油督办。
第二任妻子朱其慧，為<平民教育促進會>董事長。

### 晩年的活動

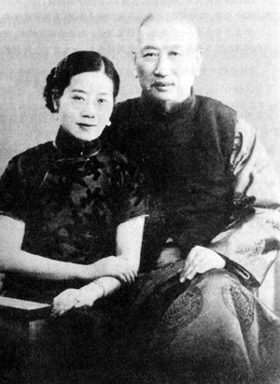
熊希龄和毛彦文结婚一周年摄影

民國九年（1920年）冬，熊希龄设立香山慈幼院，自任院长，收养无家可归的孤儿。他還曾任世界红卍字会中华总会会長。
民國二十六年（1937年）1月19日，世界红卍字会中华总会會長熊希齡，赴爪哇出席遠東禁販婦孺會議:5343。淞沪抗战爆发，熊希齡在上海与红十字会同仁设立伤兵医院和难民收容所，收容伤兵，救济难民。京沪沦陷后，熊赴香港为伤兵难民募捐。同年12月25日因脑溢血在香港逝世，享年68歲（滿67歲）。
熊希齡逝世后，葬于香港仔華人永遠墳場。1992年迁葬北京熊希龄墓园。

## 著作
遗著有《香山集》2卷，《熊希龄集》。

## 家庭
熊希齡先后共结过三次婚，有1子2女。
- 第一任妻子：廖氏（？－1895年）

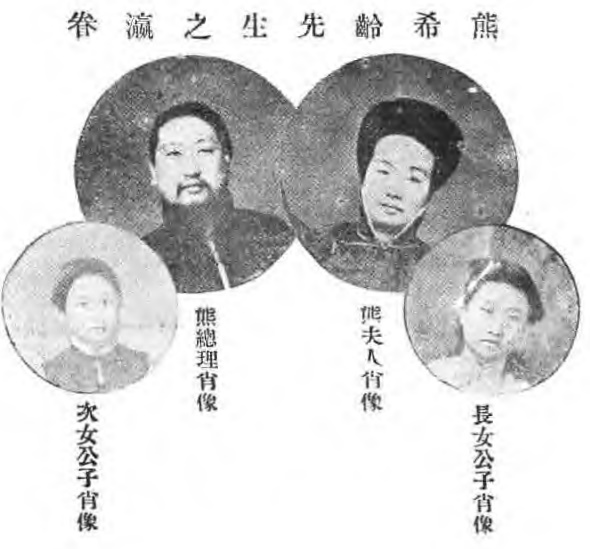
熊希齡先生之瀛眷。上左为熊希龄，右为朱其慧。下右为长女熊鼎，左为次女熊芷。

- 第二任妻子：朱其慧（?－1931年8月25日）
- 第三任妻子：毛彦文（1898年－1999年），1935年同熊希龄结婚。
- 长子（排行第一）：熊泉，下肢瘫痪，生活不能自理。
- 长女（排行第二）：熊芷，留学美国学习幼稚教育。1927年9月任香山慈幼院第一校蒙养园主任；1929年成立婴儿教保园，熊芷主持；1930年10月，兼任香山慈幼院第二校小学部副主任，并教授小学五年级英语。1935年6月至1936年6月，赴欧美考察教育。
  - 女婿（熊芷的丈夫）：朱霖，在美国学习航空。1928年8月任香山慈幼院第四校主任；1930年被聘为北洋大学教授，仍兼任香山慈幼院技术顾问。[10]
- 次女（排行第三）：熊鼎